# کانوسیتو، شهرستان تاوس، نیومکزیکو
کانوسیتو (به انگلیسی: Cañoncito) یک منطقهٔ مسکونی در ایالات متحده آمریکا است که در نیومکزیکو واقع شده‌است. کانوسیتو ۲٬۲۱۱٫۰۵ متر بالاتر از سطح دریا قرار دارد.